# Marco Ambíbulo
Marco Ambíbulo (em latim: Marcus Ambibulus), também conhecido como Marco Ambívulo (Marcus Ambivulus), foi governador (praefectus) da província romana da Judeia, que nessa época abrangia também a Samaria e a Idumeia, de 9 a 13 d.C.

## Biografia
Ambíbulo era membro da classe equestre (segundo nível da elite romana, abaixo apenas da aristocracia senatorial), tendo sido nomeado pelo imperador Augusto para suceder Copônio no governo da recém criada província imperial da Judeia.
Sobre sua administração sabemos pouco, porque a única fonte que dispomos sobre ele é uma curta referência na obra de Flávio Josefo, Antigüidades Judaicas. . Sua vida, antes e depois do tempo na Judeia, nos é desconhecida.
Como a historiografia romana não menciona nenhuma rebelião ou outro problema sério acontecido na Judeia desse tempo, deduz-se que seu governo foi, no mínimo, razoavelmente tranquilo.
Ambíbulo, como seu antecessor, mandou cunhar moedas sem efígie, provavelmente para não ferir as suceptibilidades religiosas dos judeus, já que a religião judaica proibia a representação humana ou animal nas moedas. Em seu lugar, foram gravadas imagens de árvores típicas da região. Marcos Ambíbulo foi sucedido por Ânio Rufo.